# U-Boot-Bunker in La Pallice

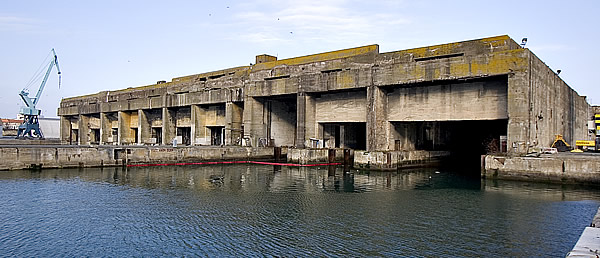
Hauptbauwerk der U-Boot-Basis, rechts die 1942 ergänzten „Zellen“ 8 bis 10, links die Mole (2016)

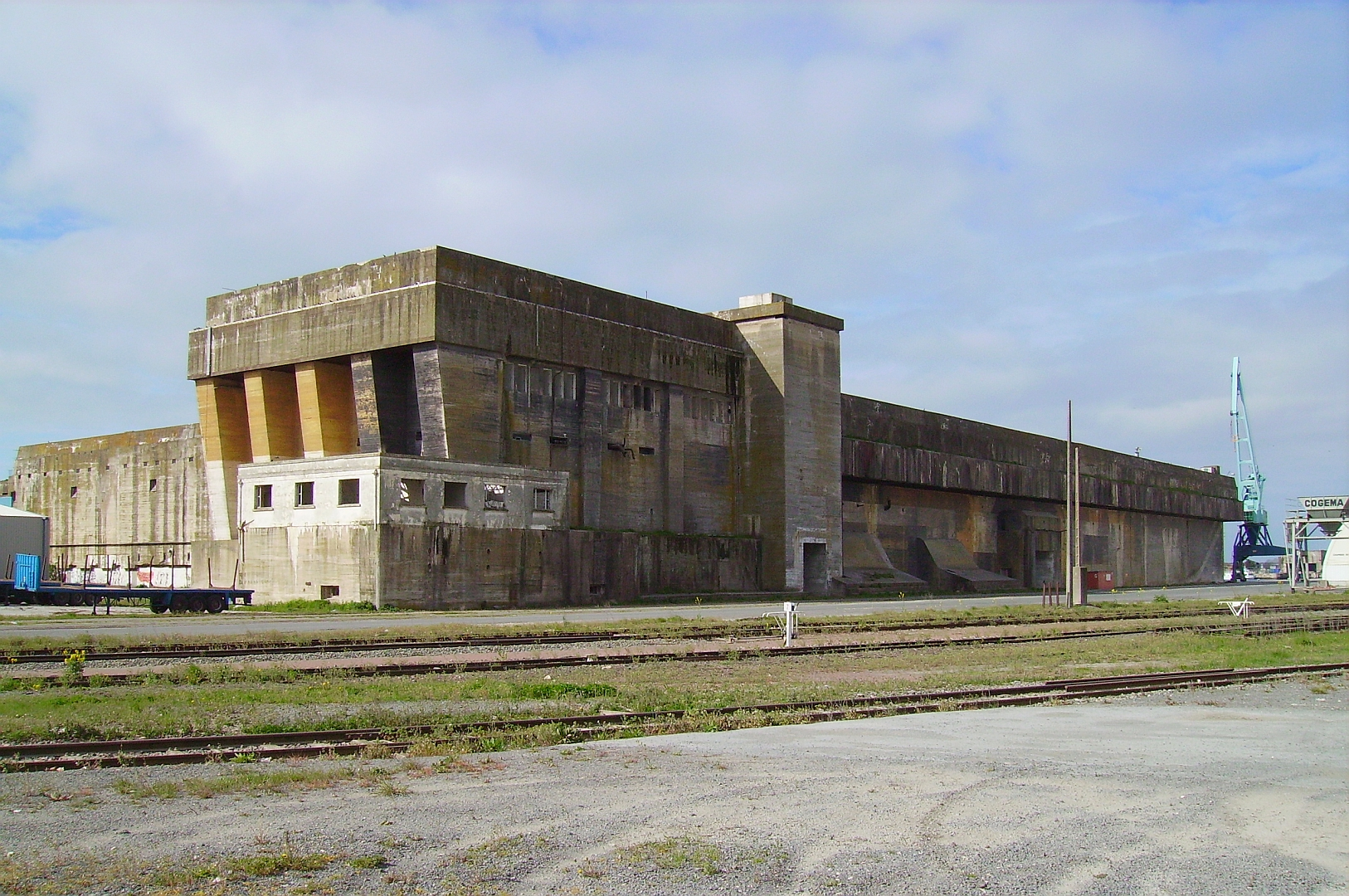
Hauptbauwerk, Ansicht von Nordosten, halbrechts der Turm, in der Bildmitte der vorspringende Anbau aus dem Winter 1943/1944

Der U-Boot-Bunker von La Pallice (auch als U-Boot-Bunker La Rochelle bezeichnet) ist ein Bunkerkomplex aus dem Zweiten Weltkrieg im Vorort La Pallice der französischen Hafenstadt La Rochelle. In diesem durch zwei Schleusen vor den Gezeiten geschützten Bunkerkomplex mit zuletzt zehn Liegeplätzen („Zellen“) für insgesamt dreizehn U-Boote war die 3. U-Boot-Flottille der deutschen Kriegsmarine untergebracht. Der Werftbunker wurde im alten Industriehafen von La Rochelle errichtet.

## Geschichte

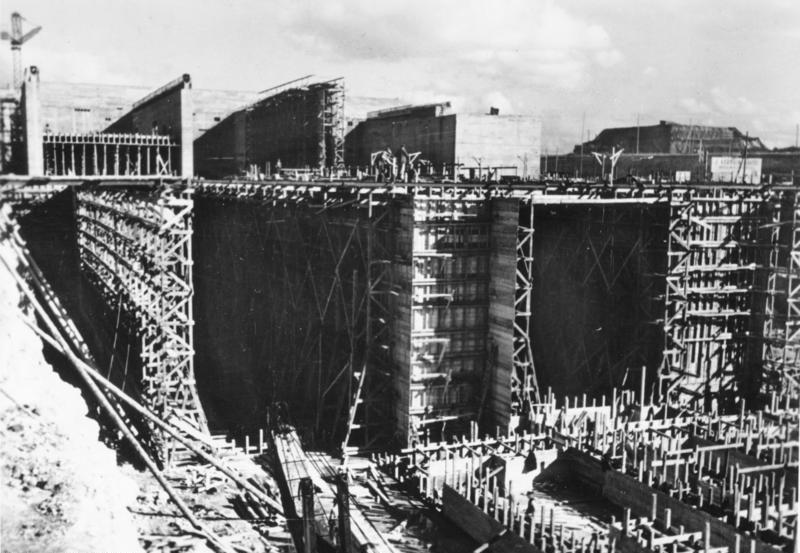
Bau des Bunkers im Oktober 1942

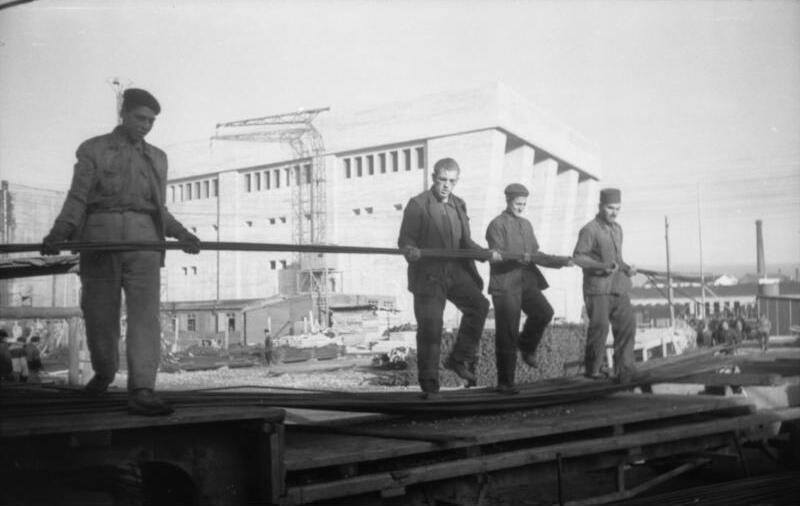
Bauarbeiten im Oktober 1942

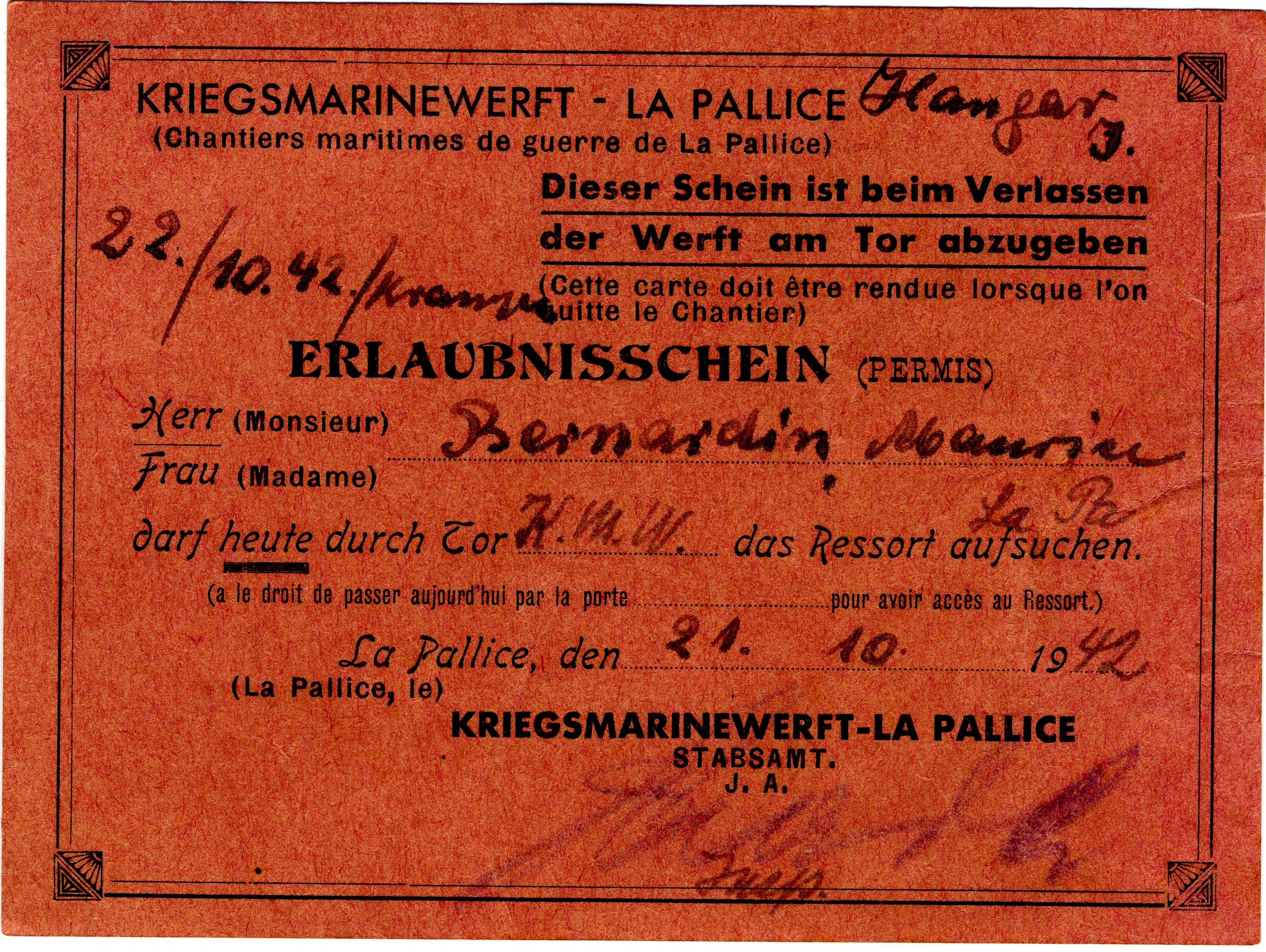
Durchlassschein für Arbeiter 1942

Im Juni 1940 besetzten Truppen der Wehrmacht im Westfeldzug den Norden Frankreichs. Nach der verlorenen Luftschlacht um England erfolgte eine deutliche Schwerpunktlegung des Seekrieges auf die Versorgungsrouten der Britischen Inseln. Im April 1941 begann der Bau des U-Boot-Stützpunkts im Industriehafen La Pallice. Das Bauprojekt und seine Konstruktion wurden durch die Organisation Todt durchgeführt.
Eine genaue Zahl der unter Zwang zur Arbeit verpflichteten Menschen lässt sich nicht angeben, da zu diesem Zeitpunkt Fremdarbeiter als „Freiwillige“ in den Akten der Organisation geführt wurden. Gleichwohl ist von einem hohen Prozentsatz lokaler Zulieferer für Baustoffe auszugehen, die ihre Arbeit verrichteten. Einzelne Quellen gehen von 2143 Arbeitskräften aus, darunter 290 Arbeiter und 49 Hilfskräfte der Organisation Todt sowie weitere 632 Arbeiter und 1172 Hilfskräfte, darunter auch Zwangsarbeiter aus Spanien und Nordafrika, Kriegsgefangene aus Belgien und Luxemburg sowie junge Menschen aus La Rochelle.
Aus Geheimhaltungsgründen und der Spionageabwehr ist davon auszugehen, dass die eigentlichen Bauarbeiten am Werftbunker ausschließlich von Einheiten der Wehrmacht ausgeführt wurden. Die Bauarbeiten erfolgten ohne Unterbrechung 24 Stunden in einer 7-Tage-Woche in Wechselschichten.
Der Bunker umfasst eine Fläche von 3,5 Hektar. Seine Wände sind zwischen 2 und 3,5 Meter stark und sein Dach besteht aus zwei Stahlbetonplatten von jeweils 3,50 m Mächtigkeit, die voneinander durch einen Fangrost getrennt sind, der als Explosionsschutz diente. Der Bau erforderte ein Volumen von 425.000 Kubikmetern Stahlbeton. Der Bunker bestand zunächst aus sieben Zellen, die durch gepanzerte Türen geschützt sind.
Ab 1. November 1941 wurde in der Basis die 3. U-Boot-Flottille der Kriegsmarine stationiert. Von hier aus fuhren die U-Boote der Flottille ihre Einsätze im Rahmen der Schlacht im Atlantik. In einem zweiten Bauabschnitt kamen die weiteren Zellen 8 bis 10 hinzu (Baubeginn Anfang April 1942, Fertigstellung 1943).
Im Jahr 1944 wurden im Bunker die Zerstörer Z 23 und Z 24 überholt. Nach Entfernung der Schornsteine konnten diese rückwärts bis zum Hauptmast in eine der breiteren Zellen einfahren. Vom 25. Juli bis 7. August lieferte Z 23 Notstrom für den Werftbetrieb.
Am 19. August 1944 wurde die Bunkeranlage von alliierten Luftstreitkräften massiv bombardiert. Rund 2500 Tonnen Bomben wurden über dem Areal abgeworfen. Etliche Bomben, darunter zwei Tallboy-Bomben, trafen den Bunker und richteten große Schäden an. Daraufhin und wegen des Vormarsches der Alliierten in Frankreich wurde die 3. U-Boot-Flottille nach Norwegen verlegt.

## Einzelheiten zu den baulichen Anlagen

### Das Hauptbauwerk

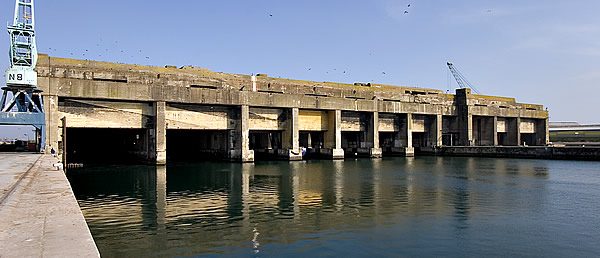
U-Boot-Bunker, Ansicht von Nordwesten, links die breiteren „Zellen“ 1 und 2 für jeweils zwei U-Boote, rechts die Mole hinter „Zelle“ 7

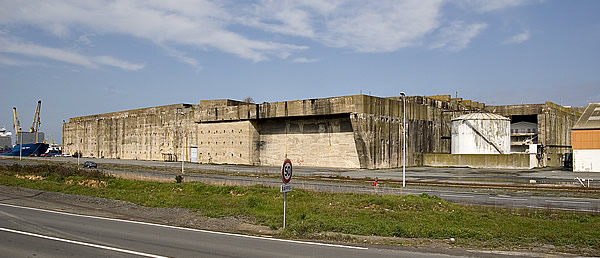
U-Boot-Bunker, Ansicht von Südosten

Für den U-Boot-Bunker nutzten die deutschen Besatzungskräfte das östliche Hafenbecken von La Pallice. Es war 1891 errichtet worden und hatte eine Ausdehnung von 600 mal 200 Metern (Länge mal Breite).
In seiner endgültigen Form war der Hauptkomplex des Bunkers 192,25 Meter breit, in West-Ost-Richtung 159 Meter tief und 19 Meter hoch. Kernbereich waren die U-Boot-„Zellen“, die von Norden nach Süden mit 1 bis 10 durchnummeriert waren. Zwischen den „Zellen“ 7 und 8 ragt eine Mole 200 Meter weit in das Hafenbecken hinein. Hinter den einzelnen „Zellen“ verläuft ein fünf Meter breiter Quergang in Nord-Süd-Richtung, der die U-Boot-Becken von den Lagerräumen und Werkstätten trennt. Dieser Korridor hatte einen Eisenbahnanschluss und die Zugänge ließen sich auf beiden Seiten durch gepanzerte Türen verschließen.
Im Einzelnen waren den U-Boot-Zellen folgende Funktionen zugewiesen (teils mit Angabe des Ressorts in römischen Zahlen und einem zusätzlichen Kennbuchstaben):
- Zelle 1: Schlosserei-Innenbetrieb
- Zelle 2: IVU: Maschinenbauliche Instandsetzung der U-Boote
- Zelle 3: IIIU: Schiffbauliche Instandsetzung der U-Boote
- Zelle 4: IIIU: Schiffbauliche Instandsetzung der U-Boote
- Zelle 5: Torpedokommando
- Zelle 6: Geschützwerkstatt
- Zelle 7: IX: Logistik / IIT: Artillerie / Technischer Betrieb
- Zelle 8: Elektrische Anlagen und Werkstatt / IIT: Artillerie / Hauptlagerverwaltung
- Zelle 9: Schiffbau
- Zelle 10: IVE: Elektrische Anlagen / Kombi-Behälter

Oberhalb der einzelnen Zellen befanden sich zusätzliche Materiallager und Büros. Die einzelnen Becken sind zwischen neun und elf Metern tief. Die „Zellen“ 1, 2 und 10 sind breiter und können jeweils zwei Boote gleichzeitig aufnehmen. Brückenkrane können dort Lasten von bis zu drei Tonnen transportieren. Die schmaleren „Zellen“ 3 bis 9 sind für je ein Boot ausgelegt, dafür konnten die Becken vorne geschlossen sowie leergepumpt werden, so dass sie auch als Trockendock genutzt werden konnten. Die Traglasten der jeweils zwei Brückenkrane lag dort bei 30 und 5 Tonnen.

### Anbauten
Auf der Rückseite, in Richtung Nordosten, wurde ein Turm an das Hauptbauwerk angefügt, ferner ab dem Winter 1943/1944 auch ein Anbau auf der Ostseite mit einer Länge von 85, einer Breite von 20 und einer Höhe von 19 Metern.

### Weitere Bauten im Umfeld

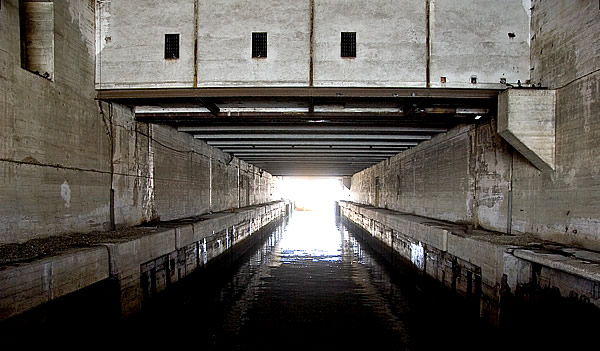
U-Boot-Schleuse, Ansicht von innen

Den Zugang vom Meer in das Hafenbecken und umgekehrt ermöglichten zwei Schleusen, eine davon als separater, überdachter Bunker ausgeführt. Räumlich getrennt vom Hauptbauwerk lagen weitere Bunkergebäude. Eines diente unter anderem als Munitionslager, vier weitere für die Vorbereitung der Torpedos, einer für die zentrale Stromversorgung sowie einige kleinere für Gasvorräte sowie als Befehlsbunker und zum Schutz der Stabskräfte.

## Schutz der Anlage während des Zweiten Weltkriegs
Dem Schutz und der Verteidigung der Bunkeranlage dienten zwei drehbare Flak-Türme oberhalb der „Zellen“ 1 und 2. Die „Zellen“ 1 bis 9 besaßen gepanzerte Tore und oberhalb der „Zelle“ 8 befanden sich Maschinengewehr-Stellungen. Das Hafenbecken selbst wurde durch die 79-köpfige Netzsperrgruppe West gesichert. Fesselballons der Luftwaffe dienten zum Schutz vor Tiefflieger-Angriffen, ferner war die Luftsperrabteilung 102 mit 56 Soldaten vor Ort eingesetzt. Die Flugabwehr selbst oblag den Marine-Flak-Abteilungen 159. (MFlA 159) und 812. (MFlA 812).

## Nutzung nach dem Zweiten Weltkrieg
Mit Kriegsende übernahm die französische Marine das Areal als Stützpunkt zur Wartung und Unterhaltung kleinerer Kriegsschiffe. Von 1964 bis 1980 diente die Mole vor den Zellen 7 und 8 drei Patrouillenbooten der Wasserschutzpolizei und der Küstenwache als Basis. Die Bunker, namentlich der Beton und die Eisenarmierung, leiden seit Jahrzehnten unter dem Einfluss des Salzwassers, den Folgen der damaligen Bombardierung und damit eindringendem Niederschlag sowie Vandalismus. Seit dem 1. Januar 2006 ist der Zutritt für Unbefugte streng verboten.
Im Dezember 2015 wurde angekündigt, auf den Dachflächen des U-Boot-Bunkers eine Photovoltaikanlage zur Stromerzeugung aufzustellen. Hinter dem Vorhaben steht der 2004 gegründete, auf erneuerbare Energien spezialisierte französische Energiekonzern IEL. Bis 2018 wurde eine Fläche von 15.000 Quadratmetern mit Solarmodulen bestückt, die jährlich 2,3 Mio. Kilowattstunden Strom liefern sollen.

## Trivia
Im Jahr 1980 wurden im Bunker und Hafenbecken Szenen für den Film Das Boot gedreht. Auch für den Film Jäger des verlorenen Schatzes diente der Bunker als Kulisse.
Auch in der von Sky und den Bavaria Filmstudios produzierten Serie Das Boot wurden Szenen im und am Bunker gedreht. 
Der Bunker wird in der Mission Zerstörung von U-529 des Ego-Shooters Medal of Honor: Allied Assault dargestellt.
Das Emblem der 3. U-Boot-Flottille war eine schwarze Katze. Noch heute kann man sie hinter einer Stahltür im Innenraum des U-Boot-Bunkers von La Pallice erkennen.